# Everyday Demons
Everyday Demons es el segundo álbum de estudio de la banda irlandesa de rock The Answer. Salió a la venta el 2 de marzo de 2009 en el Reino Unido y el 31 de marzo de 2009 en los Estados Unidos.
El 28 de enero de 2009, el álbum se filtró en internet. La versión especial de 2 CD de este álbum incluye un concierto entero grabado en directo en el Shibuya-AX de Tokio, Japón, el 27 de marxo de 2007 como pista de audio en el segundo CD.
"Demon Eyes" fue el "Single de la Semana" en iTunes durante la semana que empieza el 10 de marzo de 2009.
El 4 de noviembre de 2009 se estrenó el vídeoclip de "Comfort Zone".
El álbum entró en las listas del Reino Unido en el puesto 25.

## Lista de canciones
| Disc One |                              |          |  |
| N.º      | Título                       | Duración |  |
| 1.       | «Demon Eyes»                 | 4:08     |  |
| 2.       | «Too Far Gone»               | 4:03     |  |
| 3.       | «On And On»                  | 3:37     |  |
| 4.       | «Cry Out»                    | 5:08     |  |
| 5.       | «Why'd You Change Your Mind» | 4:52     |  |
| 6.       | «Pride»                      | 3:51     |  |
| 7.       | «Walkin' Mat»                | 4:11     |  |
| 8.       | «Tonight»                    | 3:42     |  |
| 9.       | «Dead Of The Night»          | 3:16     |  |
| 10.      | «Comfort Zone»               | 4:43     |  |
| 11.      | «Evil Man»                   | 4:35     |  |

| Bonus Tracks |                                               |          |  |
| N.º          | Título                                        | Duración |  |
| 12.          | «Highwater Or Hell» (Japanese Bonus Track)    |          |  |
| 13.          | «Revolutions» (US Bonus Track)                |          |  |
| 14.          | «Lost» (iTunes US Bonus Track)                |          |  |
| 15.          | «Under the Sky» (Live, iTunes US Bonus Track) |          |  |

| Disc Two (Vivo en el Shibuya A.X., Tokio, el 27 de marzo de 2007) |                       |          |  |
| N.º                                                               | Título                | Duración |  |
| 1.                                                                | «Come Follow Me»      |          |  |
| 2.                                                                | «No Questions Asked»  |          |  |
| 3.                                                                | «Doctor»              |          |  |
| 4.                                                                | «Never Too Late»      |          |  |
| 5.                                                                | «Keep Believin'»      |          |  |
| 6.                                                                | «Always»              |          |  |
| 7.                                                                | «Sometimes Your Love» |          |  |
| 8.                                                                | «Under the Sky»       |          |  |
| 9.                                                                | «Preachin'»           |          |  |
| 10.                                                               | «Into the Gutter»     |          |  |
| 11.                                                               | «Sweet Emotion»       |          |  |
| 12.                                                               | «Memphis Water»       |          |  |
| 13.                                                               | «Be What You Want»    |          |  |
| 14.                                                               | «Moment/Jam»          |          |  |

## Integrantes del grupo
- Cormac Neeson - Lead vocals, armónica
- Paul Mahon - Guitar
- Micky Waters - Bass
- James Heatley - Drums

## Sencillos
- On And On
- Tonight
- Comfort Zone